# Mons Ampère

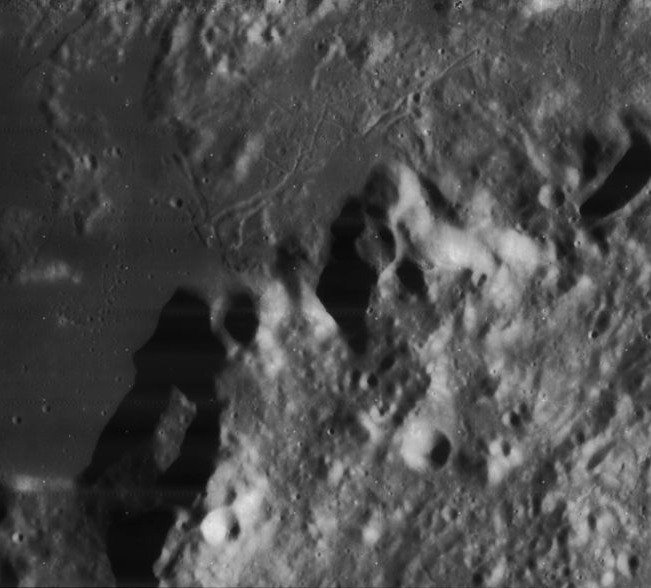
Mons Ampère, con el mons Huygens a la derecha (Imagen Lunar Orbiter 4

Mons Ampère (Monte Ampère en latín) es una montaña lunar ubicada aproximadamente en las coordenadas 19°N 4°O, en el centro de los Montes Apeninos. La longitud del tramo montañoso es de unos 30 km.
El cráter más próximo es Huxley, situado unos 40 km al nornoroeste. La elevación aproximada del monte sobre el nivel del Mare Imbrium es de unos 1300 m.
|  |